# Скајтим
Скајтим (енгл. SkyTeam) је друга највећа алијанса авио-превозника на свету - иза Стар алијансе. Чини је 10 авио-превозника са три континента и шест будућих чланица. Циљ Скајтима је да својим путницима пружи:
- Једноставан начин прикупљања и коришћења „миља“ за честе летаче и са другим компанијама Скајтима.
- Дељен приступ издвојеним клубовима на аеродромима међу авио-компанијама.
- Гарантована резервација за „елит плус“ путнике.
- Што више летова и лака преседања међу авио-компанијама.
- Што више цене за авио-карте.
- Заједнички шалтери за пријављивање за све авио-компаније.
- Слични стандарди квалитета међу авио-компанијама.
- Заједничка мрежа резервација за све чланице.

Скајтим себе назива „прва алијанса направљена да испуни жеље путника“. У 2005. и 2006. часопис Глобал травелер је одао признање Скајтиму као најбољој алијанси авио-компанија на свету. Скајтим такође има и карго алијансу „Скајтим карго“ коју чине све карго компаније чланица осим „Континентал карга“.

## Историја чланства
- 2000 - Аеромексико, Ер Франс, Делта ер лајнс и Коријан ер оснивају Скајтим алијансу 22. јуна.
- 2001 - Чешке авиолиније и Алиталија постају чланице Скајтима.
- 2004 - Континентал ерлајнс, КЛМ Ројал Дач ерлајнс и Нортвест ерлајнс постају чланице Скајтима. Од тада је Скајтим друга највећа алијанса авио-компанија.
- 2005 - Најављено је приступање четири нове чланице: Ер Јуропа (спонзор: Ер Франс), Копа ерлајнс (спонзор: Континентал ерлајнс), Кенија ервејз (спонзор: КЛМ Ројал Дач ерлајнс) и ТАРОМ (спонзор: Алиталија).
- 2006 - Аерофлот постаје чланица СкајТим дана 14. априла.
- 2007 - Ер Јуропа, Кенија ервејз и Копа ерлајнс постану учесни члан савеза дана 1. септембра. Чајна сатерн ерлајнс постане 11. члан савеза дана 15. новембра. Филијала Аеромексико, Аеролиторал, мења име у Аеромексико конект.
- 2008 - Континентал ерлајнс и Копа ерлајнс изјављују жељу да пребаце у Стар алајанс савез. Континентал ерлајнс лете свој последни лет са СкајТимом дана 24. октобар 2009. године. Алиталија - Италијанске авиолиније поново обнавља операција у нови Алиталија.
- 2009 - Континентал ерлајнс и Копа ерлајнс дана 24. октобра одлазу из савез СкајТима и постају чланице Стар алајанса 27. октобра.
- 2010 - Дана 1. јануара, дозвола за летове Нортвест ерлајнса и Делта ер лајнса се уједине. Вијетнам ерлајнс очекује чланство током јун месеца. ТАРОМ очекује статус учесни члан током лета 2010. године.

## Чланице

### Пун чланице и њихове учлањене и нечлањене филијале
| Чланица                  | Земља                  | Учланио | Учлањени филијали                     | Неучлањени филијали                |
| ------------------------ | ---------------------- | ------- | ------------------------------------- | ---------------------------------- |
| Аерофлот                 | Русија                 | 2006    | Донавија Нордавија                    | —                                  |
| Аеромексико[A]           | Мексико                | 2000    | Аеромексико конект Аеромексико травел | —                                  |
| Алиталија                | Италија                | 2008    | Алиталија експрес                     | Ер Уан Ер Уан СитиЛајнер Воларевеб |
| Ер Франс[A][B]           | Француска              | 2000    | Брит ер СитиЏет Риџенал               | Трансавија Француска               |
| Делта ер лајнс[A]        | Сједињене Државе       | 2000    | Делта конекшн Делта шатл              | Делта ЕрИлит                       |
| КЛМ Ројал Дач ерлајнс[B] | Холандија              | 2004    | КЛМ ситихопер                         | Трансавија ерлајнс Мартинер        |
| Коријан ер[A]            | Јужна Кореја           | 2000    | —                                     | Џин ер                             |
| Чајна сатерн ерлајнс     | Народна Република Кина | 2007    | —                                     | Чонгзинг ерлајнс Зиамен ерлајнс    |
| Чешке авиолиније         | Чешка Република        | 2001    | —                                     | —                                  |

A Оснивач

B Ер Франс и КЛМ Ројал Дач ерлајнс су део холдинг авио-компанија Ер Франс-КЛМ

### Учесни чланици
| Учесни члан   | Земља   | Учланио | Филијале | Спонзор  |
| ------------- | ------- | ------- | -------- | -------- |
| Ер Јуропа     | Шпанија | 2007    | —        | Ер Франс |
| Кенија ервејз | Кенија  | 2007    | —        | КЛМ      |

### Бивше чланице и филијале
| Бивша чланица                    | Земља            | Учланио | Исчланио | Филијали |
| -------------------------------- | ---------------- | ------- | -------- | --- |
| Алиталија-Италијанске авиолиније | Италија          | 2001    | 2008     | Алиталија експрес Воларе ерлајнс |
| Континентал ерлајнс              | Сједињене Државе | 2004    | 2009     | Континентал конекшн летове обавља: → Кејп ер → Колган ер → КомјутЕр → Галфстрим интернашонал ерлајнс Континентал еркспрес летове обавља: → Чаутаукуа ерлајнс → ЕкспресЏет ерлајнс Континентал Мајкронејша |
| Нортвест ерлајнс                 | United States    | 2004    | 2009     | Нортвест ерлинк |

| Бивша филијала   | Земља            | Учланио | Исчланио | Члан           |
| ---------------- | ---------------- | ------- | -------- | -------------- |
| Аеролиторал[C]   | Мексико          | 2000    | 2007     | Аеромексико    |
| ВЛМ ерлајнс[A]   | Белгија          | 2000    | 2009     | Ер Франс       |
| Сонг ерлајнс[B]  | Сједињене Државе | 2003    | 2006     | Делта ер алјнс |
| Делта експрес[A] | Сједињене Државе | 2000    | 2001     | Делта ерлајнс  |

A Филијала оснивач

B Сонг ерлајнсова операција постане део флота Делта ер лајнса.
C Филијала оснивач која је мењао име у Серомексико конект.

### Будућни чланице

#### Пуноправне чланице
| Будућа чланица   | Земља    | Чланство  | Учлањен филијали                           | Неучлањен филијали                                     |
| ---------------- | -------- | --------- | ------------------------------------------ | ------------------------------------------------------ |
| Џапан ерлајнс    | Јапан    | 2010-2011 | Ј-ер ЈАЛ експрес ЈАЛвејз Јапан Трансошн ер | Хокаидо ер систем Јапан ер комјутер Рјукју ер комјутер |
| Вијетнам ерлајнс | Вијетнам | Јун 2010  | --                                         | Камбодија Ангкор ер Вијетнам ер сервис компани         |

#### Придружене чланице
| Авио-компанија   | Земља    | Чланство | Филијале | Спонзор  |
| ---------------- | -------- | -------- | -------- | -------- |
| ТАРОМ            | Румунија | Јун 2010 | —        | Ер Франс |
| Мидл Ист ерлајнс | Либан    | 2010     | —        | Ер Франс |

### Потенцијалне будуће чланице

#### Пуноправне чланице
| Авио-компанија       | Земља                | Учлањен филијали         | Неучлањен филијали |
| -------------------- | -------------------- | ------------------------ | ------------------ |
| Верџин блу           | Аустралија           | В Аустралија Пацифик блу | —                  |
| Гаруда Индонејша     | Индонезија           | —                        | Ситилинк           |
| Ер Алжир             | Алжир                | —                        | —                  |
| Ер Тахити Нуи        | Француска Полинезија | —                        | —                  |
| Малејша ерлајнс      | Малезија             | —                        | Фајрфлај МАСвингс  |
| Олимпик ер           | Грчка                | —                        | —                  |
| Чајна ерлајнс        | Република Кина       | Мандарин ерлајнс         | —                  |
| Чајна истерн ерлајнс | Кина                 | Шангај ерлајнс           | —                  |
| Џет ервејз           | Индија               | —                        | —                  |

#### Придружене чланице
| Авио-компанија      | Земља     | Филијале | Спонзор          |
| ------------------- | --------- | -------- | ---------------- |
| Армавија            | Јерменија | -        | Ер Франс         |
| Бангкок ервејз      | Тајланд   | -        | Коријан ер       |
| Јат ервејз          | Србија    | -        | Ер Франс         |
| Камбодија Ангкор ер | Камбоџа   | -        | Вијетнам ерлајнс |

## Премијум статус
Скајтим има два „елитна“ нивоа чланства, „елит“ и „елит плус“, који се одређује на основу статуса путника у програму за честе путнике сваке појединачне авио-компаније.

### Скајтим елит
Скајтим елит награђује путнике који су достигли виши ниво чланства у програму своје авио-компаније.
Погодности Скајтим елит чланства:
- Приоритет на листи чекања за резервације
- Приоритетно укрцавање
- Приоритетно пријављивање на лет
- Избор седишта у кабини

Нивои чланства који обезбеђују Скајтим елит статус:
- Аеромексико (Club Premier) - Злато
- Аерофлот (Аерофлот Бонус) - Сива
- Алиталија (MilleMiglia) - Улис
- Делта ер лајнс (SkyMiles) - златна медаља, сива медаља
- Ер Франс-КЛМ (Flying Blue) - Злато (за становнике САД и Мексика), сребрна
- Континентал (One Pass) - Злато, Сива
- Коријан ер (SKYPASS) - Морнинг Калм
- Нортвест (WorldPerks) - Злато, Сива
- Чајна садерн ерлајнс (Sky Pearl Club) – Сива (Очекиван улазак у Скајтим у крајем 2007)
- Чешке авиолиније (OK Plus) - Сива

### Скајтим елит плус
Скајтим слит плус награђује путнике који су стигли до још вишег нивоа у програму за честе путнике своје авио-компаније.
Погодности Скајтим елит плус чланства:
- Приоритет на листи чекања за резервације
- Приоритетно укрцавање
- Приоритетно пријављивање на лет
- Избор седишта у кабини
- Приоритетни превоз пртљага
- Више дозвољеног пртљага
- Приступ у клубове на аеродромима
- Гарантоване резервације чак и ако је лет распродат
- Убрзан пролаз кроз безбедносне контроле на неколико хаб аеродрома

Нивои чланства који обезбеђују СкајТим елит плус статус:
- Аеромексико (Club Permier) - Платинум
- Аерофлот (Аерофлот бонус) - Злато
- Алиталија -
- Делта (SlyMiles) - Платинум Медал
- Ер Франс-КЛМ (Flying Blue) - Платинум, Злато (за становнике који не живе у САД или Мексику)
- Континентал (OnePass) - Платинум
- Коријан ер (SKYPASS) - Милион Милер, Премиум
- Нортвест (WorldPerks) - Платинум
- Чешке авиолиније (OK Plus) - Злато